# Szymkowce (Białoruś)
Szymkowce (biał. Шынкаўцы; Szynkaucy, ros. Шинковцы, Szynkowcy, Szynkowce) – wieś na Białorusi, w obwodzie grodzieńskim, w rejonie grodzieńskim, w sielsowiecie Sopoćkinie.
W dwudziestoleciu międzywojennym wieś i folwark Szymkowce leżały w Polsce, w gminie Balla Wielka, w powiecie augustowskim województwa białostockiego.